# Jacob Veldhuyzen van Zanten
 (janvier 2018).
Si vous disposez d'ouvrages ou d'articles de référence ou si vous connaissez des sites web de qualité traitant du thème abordé ici, merci de compléter l'article en donnant les références utiles à sa vérifiabilité et en les liant à la section « Notes et références ».
Jacob Louis Veldhuyzen van Zanten (Lisse, 5 février 1927 – San Cristóbal de La Laguna, 27 mars 1977) est un pilote et chef instructeur de vol néerlandais de la compagnie aérienne KLM.

## Instructeur
Veldhuyzen van Zanten, qui était pilote chez KLM depuis 1950, était surtout connu pour sa fonction de pilote-instructeur, avec plus de 11 700 heures de vol. Il avait formé quasiment tous les pilotes de la KLM naviguant sur les Boeing 747 en 1977.
Par ailleurs, il était également une figure du marketing de la marque, apparaissant sur diverses publications KLM.

## Catastrophe de Tenerife
Il était le pilote du vol KLM 4805, l'un des deux Boeing 747 impliqués dans la catastrophe de Tenerife du 27 mars 1977, à l'aéroport secondaire de Tenerife Nord (connu sous le nom de Los Rodeos à cette époque) sur l'île de Tenerife, une des îles Canaries (Espagne). Cette catastrophe, avec 583 morts, est à ce jour la plus meurtrière de l'histoire aéronautique. Sa décision de décoller sans confirmation du contrôleur aérien, pensant que le Boeing 747 de la compagnie Pan Am avait libéré la piste, a constitué un des derniers événements ayant abouti à la catastrophe. Il est tué sur le coup, en même temps que les 247 personnes sous son aile.
Van Zanten est souvent désigné comme la personne ayant été à l'origine de la catastrophe, et ce en raison de sa décision de procéder au décollage sans autorisation, encore inexpliquée.
Certains enquêteurs supposent qu'il était victime du « syndrome de la simulation », qui aurait fait que, un moment donné, le commandant se serait cru sur simulateur, oubliant le monde réel. Par ailleurs, sa forte personnalité notoire explique en partie pourquoi son copilote et le mécanicien navigant ne l'ont pas arrêté pendant son action et n'ont pas discuté sa décision de procéder au décollage, lourde de conséquences.